# Historia de los judíos en Venezuela
La historia de los judíos en Venezuela comenzó muy probablemente a mediados del siglo XVI, cuando algunos expedientes sugieren que grupos de judíoconversos llegaron en la expedición de Pedro Malaver de Silva. Aunque muchos eruditos enfatizan que no hay evidencia con todo lo descubierto para probar que una comunidad judía existió en Tucacas desde el siglo XVII, la creencia popular venezolana dice que grupos de sefarditas fueron a Caracas y Maracaibo a partir de 1693, y desapareció sin dejar detrás ningún rastro. Según Abraham Levy, la primera sinagoga en Venezuela fue fundada en 1710 y fue quemada diez años más tarde por el alcalde de Coro. La comunidad de Tucacas estuvo dirigida por el señor Samuel Hebreo. Tucacas fue el puerto comercial para los holandeses y por eso establecieron casas, un fortín y una sinagoga en la zona. Los venezolanos que vivían en los alrededores apoyaron la permanencia de los judíos, pero las autoridades no tomaron en cuenta su opinión. Debido a la proximidad geográfica de Venezuela a los países que habían organizado comunidades judías, cómo el colonias neerlandesas,  se asume que judíos de Curazao hayan viajado con frecuencia a Venezuela para comerciar mercancías.
La comunidad judía no se estableció hasta mediados del siglo XIX cuando se promulga la libertad de cultos en 1821.
Hoy día existe una gran tensión entre el gobierno de Nicolás Maduro y la comunidad judía. Más de la mitad de la comunidad ha emigrado en los últimos años. Cuando el expresidente Hugo Chávez llegó al poder en el año 1999 había en Venezuela aproximadamente 22000 judíos[cita requerida] Al año 2022 se estimaba  alrededor de 4700 personas.
En las dos últimas décadas se ha visto un aumento notable de cientos de judíos venezolanos que hacen aliá hacia Israel. Hacia el año 2019 la mayor parte de la comunidad judía había abandonado el país caribeño, quedando apenas unos 5000 judíos en Venezuela.

## SigloXIX
Después de la desaparición de los judíos de Tucacas, la comunidad no comenzó a establecerse permanentemente en Venezuela sino hasta las primeras décadas del siglo XIX. Venezuela y Nueva Granada luchaban contra los colonizadores españoles en las guerras de independencia.
Simón Bolívar, Libertador de Venezuela, encontró refugio y ayuda material para su ejército en los hogares de judíos de Curazao. Mordejai Ricardo y los hermanos Ricardo y Abraham Meza ayudaron a Bolívar en su lucha contra el imperio español, estableciendo relaciones fraternales entre los judíos y la república de Venezuela nuevamente independiente. Varios judíos lucharon en las filas del ejército libertador de Bolívar durante la guerra de independencia.
Estos lazos entre los judíos en las colonias neerlandesas y Venezuela aumentaron más dramáticamente después de que su nueva constitución legalizara la libertad de cultos en 1821. En 1824, la primera familia judía se radicó de nuevo en la ciudad de Coro la cual tiene un cementerio judío con piedras sepulcrales que datan de 1832. Otras comunidades judías comenzaron a asentarse en Caracas y Puerto Cabello en la década de los 1840. En 1844, grupos de judíos marroquíes llegaron a la ciudad de Barcelona y, para 1875 se les concedió permiso para establecer un cementerio judío.
En 1854, durante el gobierno del presidente Jose Tadeo Monagas un hecho violento de antisemitismo implicó que la entera población judía de 168 individuos fuese expulsada de nuevo a Curazao. En represalia una flota holandesa bloqueo La Guaira y Puerto Cabello. El 23 de marzo de 1856 se firmó un protocolo entre el gobierno de Venezuela, el cónsul holandés y el cónsul británico, Richard Bingham, que retiró el ultimátum presentado por Holanda y los navíos de guerra abandonaron aguas venezolanas. También estableció un periodo de tres meses para llegar a un arreglo entre Holanda y Venezuela, y de no suceder, llevar las negociaciones al Tribunal Internacional de La Haya en Holanda.

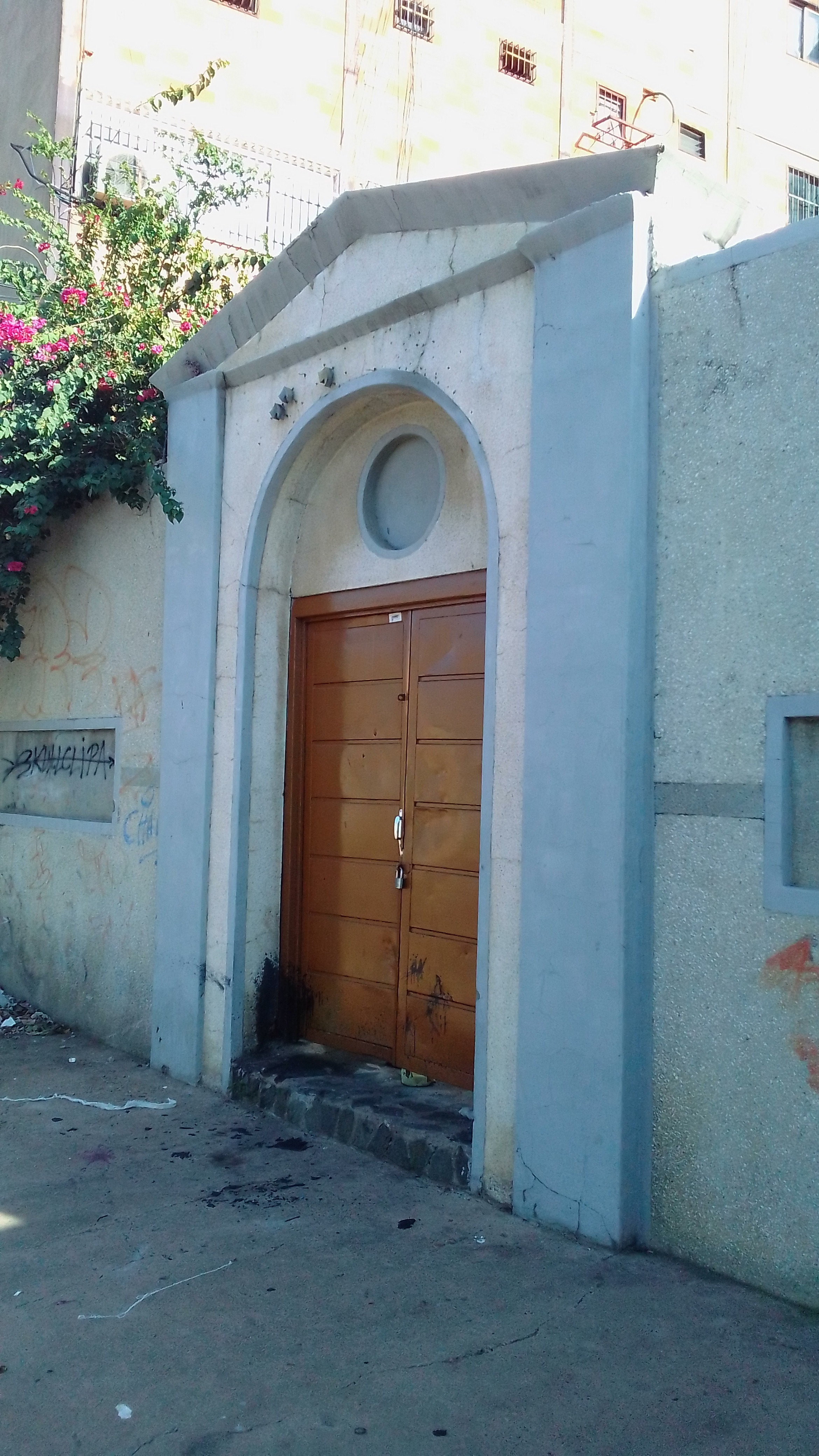
Cementerio Judío de Barcelona

Finalmente, con el apoyo de los consulados de Inglaterra y Estados Unidos, se llegó a un acuerdo con el gobierno de Venezuela en agosto de 1857. El 6 de mayo de 1858 el gobierno aceptó pagar los daños y garantizar el retorno de los judíos exiliados. Algunos judíos volvieron bajo la escolta del nuevo gobernador militar, aunque menos que los que se fueron.
El Cementerio Judío de Coro es el cementerio en continuo uso más antiguo de América. Su origen se puede ubicar en el siglo XIX, cuando la comunidad judía sefardí de la isla holandesa de Curazao empezó a emigrar hacia la ciudad venezolana de Santa Ana de Coro en el año 1824.
Hacia el final del siglo XIX, la comunidad judía venezolana estaba en la necesidad de un lugar permanente del culto. La asimilación demostró ser un problema grande para la nueva comunidad. Los inmigrantes judíos portugueses que vinieron a Venezuela por Curazao tenían una vida comunal, la tolerancia y aceptación religiosa para con los judíos era constante a través del país. Estos tres factores contribuyeron a la asimilación cada vez mayor de la comunidad y, antes de fin del siglo XIX, la porción holandesa del judaísmo venezolano había casi desaparecido. Pequeñas comunidades podían ser encontradas en ciudades tales como Puerto Cabello, Villa de Cura, Cumaná, Río Chico, Maracaibo, Barcelona y Barquisimeto.
Según un censo nacional tomado en el final del siglo XIX, solo 247 judíos vivieron en Venezuela como ciudadanos para 1891.[cita requerida]

## SigloXX
En junio de 1902 hubo otra erupción de xenofobia en Coro, y los judíos buscaron asilo en Curazao, el cual fue otorgado por el gobernador de la isla, J. O. de Jong van Beek, quien envío el buque de guerra "Koningin Regentesse" a protegerlos. De regreso a Curazao el buque trajo ochenta mujeres y niños a bordo. En julio de ese mismo año, el mismo barco fue enviado a La Vela de Coro por el resto de los judíos, y tan solo unos pocos se quedaron allí para proteger las propiedades de los exiliados.
En 1907, se creó la Sociedad de Beneficencia Israelita, que cambió en 1919 su nombre a Sociedad del Israelita de Venezuela, como organización para aglutinar a todos los judíos que se fueron dispersando a través de varias ciudades y pueblos del país. Los servicios judíos de rezo y días sagrados ocurrían en casas pequeñas en Caracas y ciudades como Los Teques y La Guaira.
No fue hasta la llegada de judíos de Europa del Este escapando de las distintas guerras mundiales y norteafricanos entre los años 20 y 30 del siglo XX, que la comunidad judía comenzó a desarrollarse completamente.
El número de ciudadanos judíos se incrementó de 475 en 1917 a 882 para 1926.[cita requerida] El número de judíos de Europa del este y central creció a partir de 1934, pero para entonces, ya Venezuela había impuesto restricciones específicas ante la inmigración judía, que seguían vigentes hasta después de los años 50.

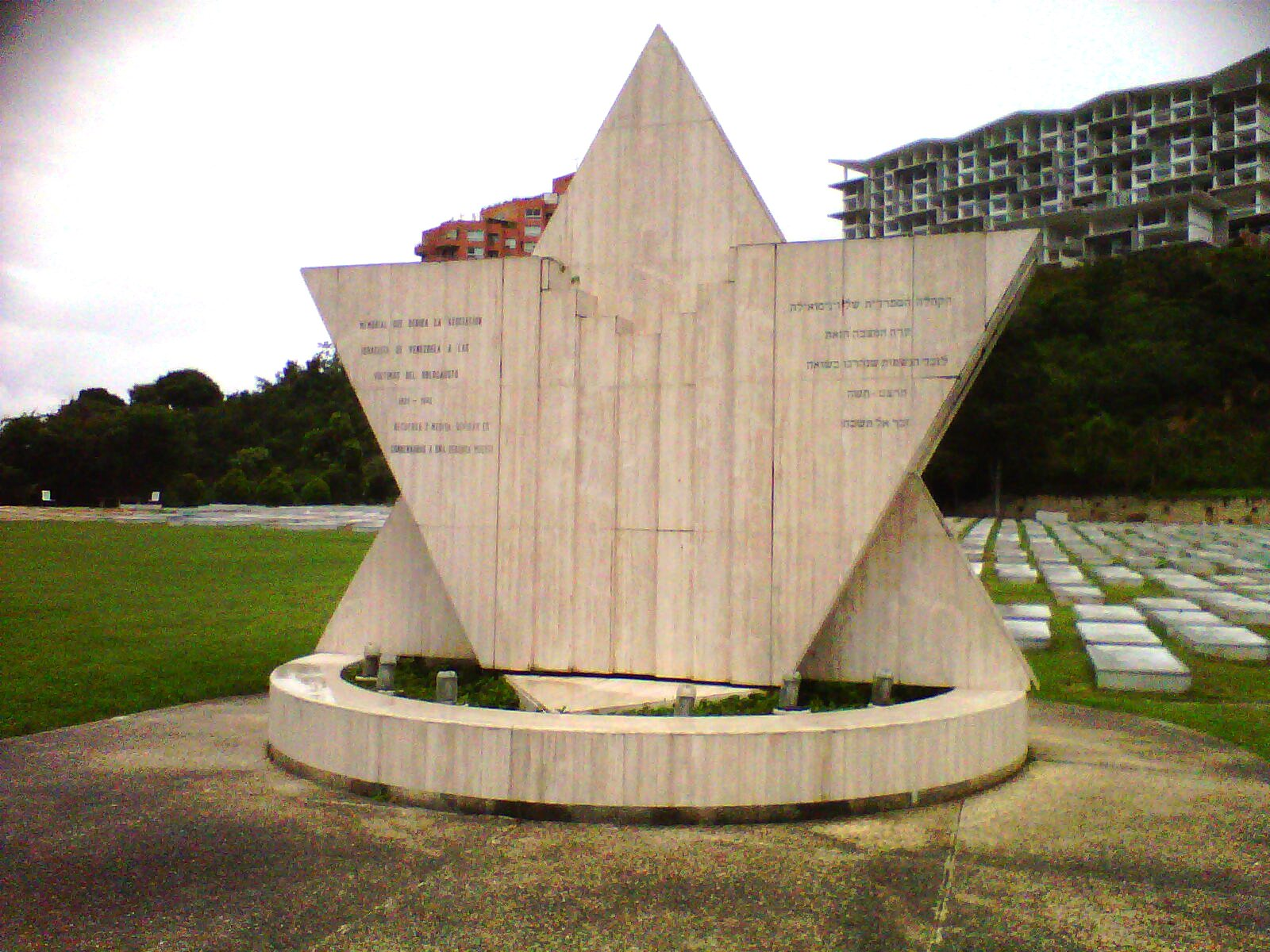
Monumento a la memoria de los caídos en el Holocausto, en Caracas.

En los años 1920 - 1937 cuando no había empezado la Segunda Guerra Mundial muchos prominentes comerciantes Judíos de toda Europa llegaron a Maracaibo para estar involucrados en los negocios de petróleo que empezó a producirse en gran escala. En Maracaibo eran comunes matrimonios de diferentes religiones entre judíos a la vez como muchas familias sin registro de matrimonio. Maracaibo sigue siendo la ciudad con la más increíble mezcla de religiones nombres y culturas.
En 1939 el gobierno nacional del general Eleazar López Contreras ofreció asilo a 251 judíos errantes de los llamados "Barcos de la Esperanza" (el Caribia y el Königstein), cuya descendencia constituye una gran parte de la actual comunidad hebrea asquenazí de Venezuela.
Las familias nobles que emigraron de Europa a América Latina se destacaron en la ayuda a los judíos que llegaban a Venezuela, casi todos los judíos de ascendencia alemana, polaca, austriaca en los años 1939 – 1950 fueron ayudados por la familia Real Suizo Prusiana Karl Graf von Luxburg Furst zu Carolath-Beuthen und Prinz von Schoenaich-Carolath / Karl Ludwig Conde de Luxburg Príncipe de Carolath-Beuthen y Príncipe de Schoenaich-Carolath.
Antes de 1950, la comunidad había crecido a alrededor 6.000 personas. Con la salida del poder de Marcos Pérez Jiménez en 1958, más de 1000 judíos entraron a Venezuela desde Egipto, Líbano, Siria, Salónica, Turquía, la Unión Soviética e incluso de Israel. Un número desconocido de judíos también inmigraron de otros países latinoamericanos, llegando a más de 15.000 por la década de los 70.[cita requerida]
Las mayores oleadas de inmigración se produjeron después de la Segunda Guerra Mundial y la Guerra de Seis Días en el año 1967, cuando llegó un gran número de judíos sefardíes de Marruecos y se instaló en su mayoría en la capital de Caracas.
La población judía en Venezuela alcanzó un máximo de 45,000 personas, su mayoría estaba centrada en Caracas y con menor concentración en Maracaibo. La mayoría de los judíos de Venezuela son de primera o segunda generación.
Venezuela fue hospitalaria a la vida judía, y los judíos "desarrollaron profundos lazos con el país y un fuerte sentido de patriotismo", se aculturaron y asentaron en una " cómoda relación de 'vive y deja vivir' con el gobierno".
Según David Harris, Director Ejecutivo del Comité judío Americano:
"Han desarrollado una impresionante infraestructura comunal en torno a una organización central- La Confederación de Asociaciones Israelitas de Venezuela (CAIV), quince sinagogas (todas menos una son ortodoxas), y un club social, cultural y deportivo judío- Hebraica el cual siendo una combinación de guardería y de escuelas judías, un club de campo, centro cultural, un espacio verde, y un centro de actividades deportivas de gran alcance, Hebraica sirve como el foco de gran parte de la comunidad.
Los resultados de estos esfuerzos comunales hablan por sí mismos. La comunidad es muy unida, la gran mayoría de los niños judíos asisten a escuelas judías, el nivel de participación es alta, la identificación con Israel es fuerte, y las tasas de matrimonios mixtos son bajos en comparación a Estados Unidos o Gran Bretaña.
Lo que se destaca cuando se habla con los judíos venezolanos, en la medida en se puede hacer generalizaciones, es un evidente orgullo de ser venezolano. No solo por el aprecio al refugio que país les brindó - los judíos que habían venido en busca de seguridad y de oportunidades - sino también reconocen la tolerancia y la relativa ausencia de antisemitismo del país en la época de la posguerra así como su apoyo a la resolución de la ONU llamando al establecimiento de un Estado judío en 1947".

## SigloXXI
Actualmente, hay menos de 4000 judíos viviendo en Venezuela, con más de la mitad de ellos viviendo en Caracas, la capital. La judería venezolana está repartida por igual entre sefardíes y asquenazíes[cita requerida]. 

### Emigración
En 2007 la emigración había alcanzado un quinto de los 20 000 judíos de Venezuela en medio de preocupaciones de crecientes acusaciones de antisemitismo. En los primeros años del siglo XXI, el número de judíos venezolanos que emigran a Israel ha crecido constantemente. En noviembre de 2010, más de la mitad de los venezolanos judíos han abandonado el país desde que Chávez llegó al poder, quejándose del "antisemitismo oficial". A principios del año 2013, documentos filtrados revelaron que los servicios de inteligencia venezolana han estado espiando a la comunidad judía del país.
Actualmente, viven en Venezuela alrededor de 9,000 judíos, número mucho menor de los 25,000 que vivían en Venezuela en la década de 1990. Estados Unidos fue el principal destino de emigración, especialmente Miami, Florida. Otros fueron a Israel, así como a Panamá, Colombia, Costa Rica y Guatemala.
La comunidad judía venezolana está dividida a partes iguales entre sefardíes y asquenazíes. Todas las (15) sinagogas en Venezuela, con excepción de una, son ortodoxas. La sinagoga más grande se encuentra en la ciudad de Caracas, la Sinagoga Tiferet Israel, en el sector de la ciudad llamado Plaza Venezuela, en pleno corazón de la ciudad.

## Antisemitismo
El antisemitismo ha tenido lugar constantemente a lo largo de la historia de Venezuela, incluyendo casos de agresión y la expulsión de los judíos de Coro en 1856 y 1902 incluyendo las restricciones de inmigración a principios del siglo XX, que conllevó a una difícil asimilación para los judíos en el país.
Desde que Hugo Chávez llegó al poder en el año 1999, ha habido frecuentes acusaciones de antisemitismo dirigidas al gobierno. Los miembros del Congreso Judío Mundial y el Centro Simon Wiesenthal han denominado a los comentarios de Chávez como antisemitas, incluyendo la comparación de políticos con Hitler y el uso de la frase judíos vagabundos en referencia a los líderes de la oposición.

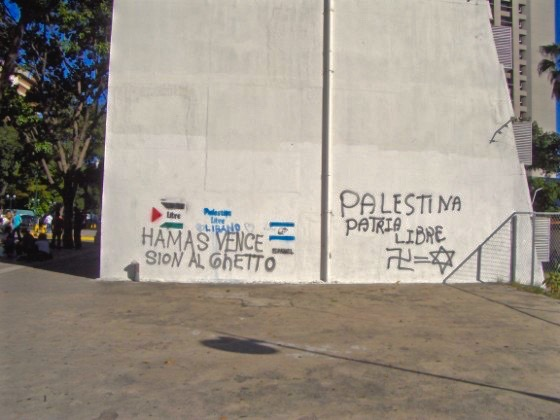
Grafiti antisemita en Caracas en 2009.

La Confederación de Asociaciones Israelitas de Venezuela también expresó su preocupación por la retórica de Chávez, quien ha unido sus puntos de vista antisionistas con los antisemitas a partir del año 2004. Chávez ha retratado dichas acusaciones como propaganda.
También han tenido lugar instancias públicas de antisemitismo. La incursión armada que fue llevada a cabo por las fuerzas de seguridad en la escuela primaria y secundaria judía de Caracas, fue descrita por el Instituto Stephen Roth como "quizás el incidente más grave que jamás haya tenido lugar en la historia de la comunidad judía". El instituto también declaró que los partidarios pro-chavistas fueron los responsables de los frecuentes incidentes antisemitas tales como profanaciones y ataques contra sinagogas y grafitis con consignas como "Judíos a casa".

## Políticos judíos venezolanos
En Venezuela la participación de los judíos y sus descendientes ha alcanzado distintos niveles de aceptación en la política nacional, regional y local, desde procuradores y concejales municipales pasando por directores del Banco Central, diputados, senadores, alcaldes, gobernadores y ministros hasta la propia presidencia de la República. He aquí una lista sucinta de algunos de ellos:
- Pedro Antonio Arias y González Manso, conquistador de origen Sefardí, militar, marino, y señor de San Baltazar de los Arias. (1705-1750).
- David Hoheb, procurador municipal y alcalde de Coro.
- Samuel Levi Maduro, concejal del Cantón de Coro (1846).
- Pedro Linares, Presidente del Estado Falcon (1905-1907).
- David Lobo Senior, Senador por el Estado Bolívar y Rector de la UCV (1922).
- Moisés Naím, Ministro de Comercio e Industria de Carlos Andrés Pérez (1992).
- Ricardo Hausmann, Ministro de Planificación y Jefe de Cordiplan de Carlos Andrés Pérez (1992-1993)
- Aaron Katz Pinto, General de Brigada. Militar sublevado del 4 de febrero(1992). Creador del vehículo todoterreno TIUNA, MBR-200, PSUV.
- Víctor Amram Cazes, Comisario General de la  Policía Técnico Judicial (PTJ) (1991-1999).
- Ruth de Krivoy, miembro del Consejo Consultivo de la Presidencia de la República y Presidente del BCV de CAP.
- Teodoro Petkoff, Ministro de Cordiplan, Movimiento al Socialismo.
- Lolita Aniyar de Castro, Gobernadora del Estado Zulia, Movimiento al Socialismo.
- Paulina Gamus, Senadora por Acción Democrática.
- José Curiel, gobernador del Estado Falcón, COPEI.
- Morris Elias Curiel, banquero  formó parte del gobierno de Curazao.
- Gabriel Niño Laguado, político, Ingeniero Civil, Escritor, Profesor, Diputado al Congreso de la República 1989-94, Estado Zulia, ORA.
- Ivonne Attas, actriz, exalcaldesa del Municipio Baruta, COPEI.
- David de Lima, gobernador del Estado Anzoátegui, Movimiento al Socialismo.
- Samuel Cohen, Presidente del Concejo Municipal de Puerto Cabello, PSUV.
- Salomón Cohen Levy, Gerente del Banco Obrero de Marcos Pérez Jiménez, fundador del Centro Sambil.
- Eva Golinger, Editora del diario Correo del Orinoco en inglés, PSUV.
- Ernesto Villegas Poljak, Exministro del Poder Popular para la Comunicación e Información, PSUV.
- Fernando Monsalve Cermeño, Abogado y Procurador del Estado Barinas.
- Vladimir Villegas Poljak, periodista, Diputado a la Asamblea Nacional Constituyente de 1999, Causa R.
- Maja Poljak,  novelista, poetisa, activista social y fotógrafa croato-venezolana PCV, MIR.
- Isaac Pardo, poeta, fundador en 1945 junto con Elías Toro y Andrés Germán Otero, del partido Unión Republicana Democrática (URD).
- Levy Benshimol Rodríguez, Presidente del Colegio Nacional de Periodistas, Consenso Profesional 98 AD (1998-2008).
- Henrique Capriles, gobernador del Edo. Miranda, excandidato Presidencial, Primero Justicia.
- Diego Scharifker, expresidente de la Federación de Centros Universitarios de la Universidad Central de Venezuela, concejal de Chacao Un Nuevo Tiempo.
- David Smolansky, Dirigente Juvenil Nacional de Voluntad Popular. Alcalde del municipio El Hatillo.
- Elisa Trotta Gamus, abogada y diplomática.
- Jacob Mandelbaum, Jefe Civil de la Parroquia Chaguaramas, Edo. Guárico, PSUV.
- Diego Rimer, expresidente del Consejo Municipal de Derechos de Niños, Niñas y Adolescentes del Municipio Libertador del Estado Mérida, exmilitante de Acción Democrática 2008-2015.

## Otros judíos destacados a nivel nacional e internacional
- L. Rafael Reif, Ingeniero, presidente del MIT de Boston.
- Sofía Imber, periodista.
- Eleazar Sananes, torero.
- Moisés Sananes, escritor, periodista.
- Alicia Freilich, escritora, novelista, periodista.
- Reynaldo Hahn, compositor (padre judío).
- Ezra Heynmann, filósofo.
- Amador Bendayán, comediante y animador.
- Baruj Benacerraf, inmunólogo,  Premio Nobel de Medicina 1980.
- Margot Benacerraf, cineasta.
- Salomón Jakubowicz, médico esteticista.
- Jonathan Jakubowicz, cineasta.
- Rosalinda Serfaty Rosenstock, actriz
- Luis Benshimol, banquero,  Director de la Bolsa de Valores de Caracas.
- Benjamín Reif, urbanista pionero de la consultoría ambiental en Venezuela.
- Shirley Varnagy, periodista.
- Jorge Benezra, periodista.
- Harry Abend, Escultor.
- Benjamín Scharifker, Rector de la Universidad Simón Bolívar y la UNIMET.
- Ricardo Benaim, Pintor.
- Elías David Curiel, poeta.
- Alfredo Morles Hernández, jurista,  Director de la Bolsa de Valores de Caracas.
- Elias Morris Curiel, banquero.
- Ricardo Kaufmann, Dramaturgo
- Julio Lobo, empresario azucarero
- Isaac Chocrón, Dramaturgo
- Ilan Chester, músico y cantautor (Ilan Częstochowski)
- Karina, cantante, compositora y actriz nacida en Perú.